# Feastables
Feastables о файле — американская компания и бренд, основанная американским ютубером и предпринимателем Джимми Дональдсоном.

## История

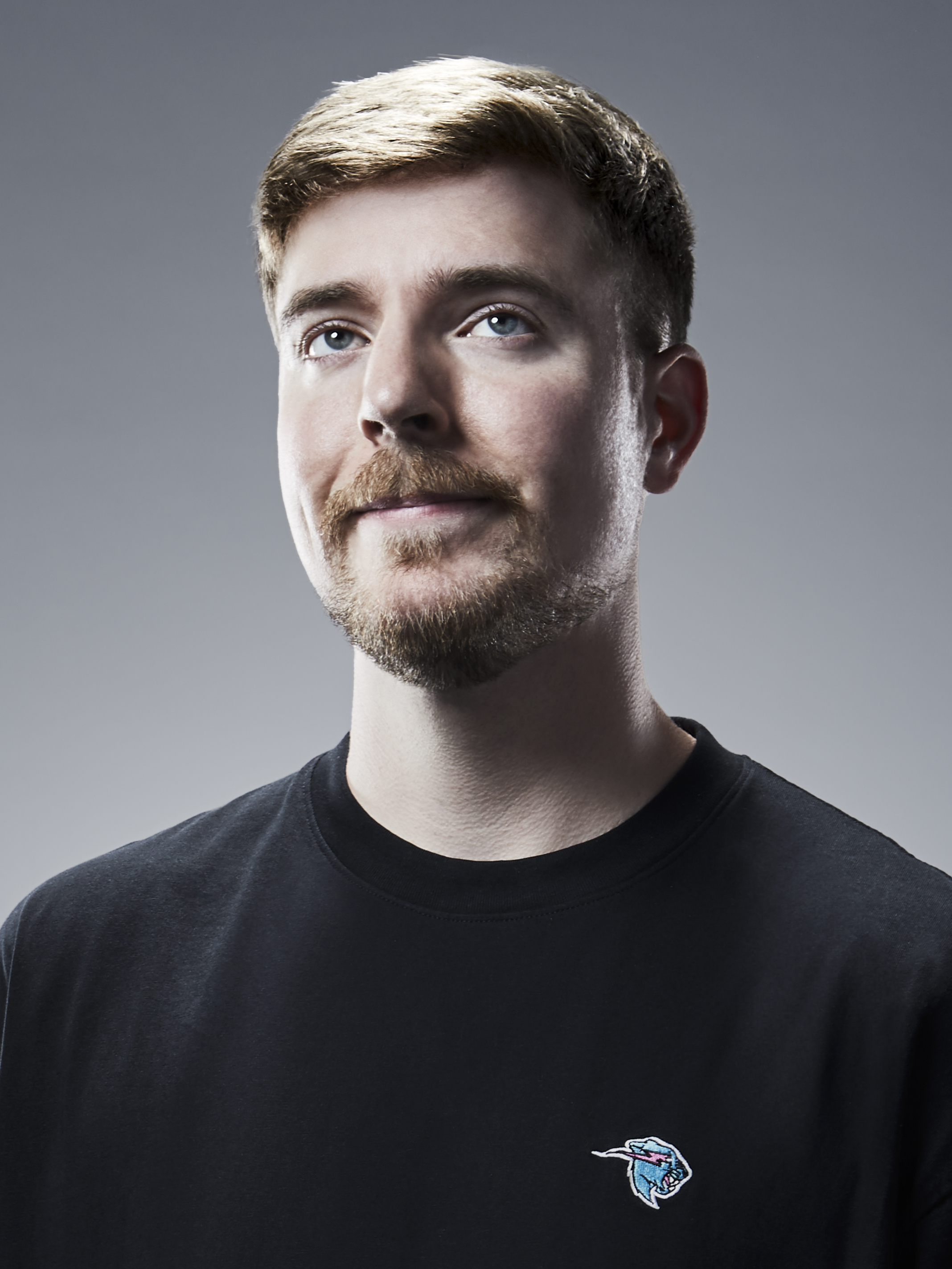
Джимми Дональдсон — основатель Feastables, в 2023 году

В 2021 году Джимми Дональдсон обратился за помощью в создании Feastables к Джиму Мюррею, бывшему директору компании RXBAR. Позже Джим также стал сооснователем и CEO компании.
Датой основания компании считается январь 2022. На момент начала работы компании было представлено 3 вкуса шоколада «MrBeast Bars» — оригинальный, миндальный и хрустящий с киноа. Запуск компании совпал с лотереей с призами на сумму более $1 миллиона. Гран-при лотереи был шанс десяти людям побороться за шоколадную фабрику в будущем видео. Видео с борьбой за фабрику было выпущено в июне того же года. В видеоролике участвовал Гордон Рамзи в роли судьи последнего конкурса на лучший десерт и было разыграно $500 тысяч.
За первые несколько месяцев работы компания Feastables заработала $10 миллионов.
3 марта 2023 года, в Твиттере Джимми попросил своих фанатов помочь «очистить» витрины с продукцией Feastables в магазинах Walmart и убрать продукты конкурентов. Также, компания объявила розыгрыш $5000 для тех, кто предоставит доказательства «помощи». Твиты компании вызвали обвинения в том, что она использует своих фанатов для неоплачиваемого труда.
3 октября 2023 года Feastables подписали контракт с Шарлотт Хорнетс о сотрудничестве, чтобы добавить логотип MrBeast’а на свои футболки. Это стало первым сотрудничеством между создателем бренда и франшизой НБА.
В феврале 2024 новый логотип официально стал использоваться на дизайне упаковки шоколада, а также поменялся его состав. Название плиток «MrBeast Bar» было убрано, а вкус «Deez Nuts» был переименован в «Peanut Butter».

## Продукция
Первоначально, компания выпускала батончики «MrBeast Bars» с 3 разными вкусами — оригинальный, миндальный, хрустящий с киноа.
7 апреля 2023 года, компания в коллаборации с Карлом Джейкобсом (участник видео MrBeast) запустила новую линию продукции — мармелад «Karl Gummies».
По состоянию на август 2023, продукция Feastables имеет 13 наименований, в том числе шоколад, печенье и мармелад.
По состоянию на август 2023, продукция Feastables продаётся преимущественно в США, в магазинах сетей Walmart, 7-Eleven, Kroger, Albertsons и других. Также, в июле этого же года Джимми анонсировал появление продукции Feastables в Великобритании, в магазинах сетей Asda и SPAR.
В сентябре 2023 Джимми анонсировал появление продукции Feastables в Австралии и Новой Зеландии, в супермаркетах Woolworths и Countdown.
В октябре 2023, Feastables появились в ЮАР, в магазинах Makro и Game.
В 2025 году, Feastbles начали продаваться в России в сети Пятерочка. До этого их можно было приобрести на маркетплейсах Wildberries, Ozon

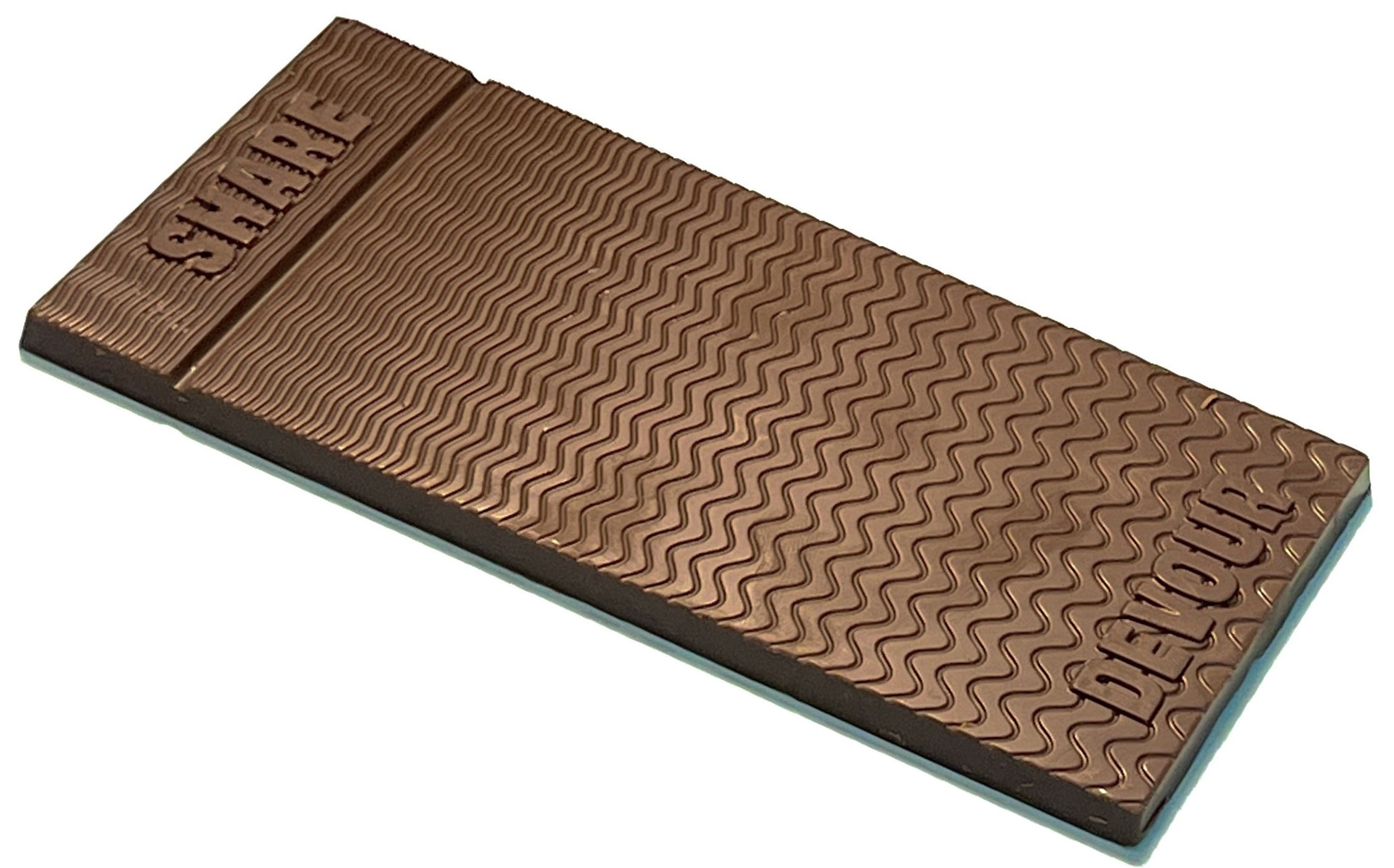
Плитка Feastables (известная, как MrBeast Bar) в 2022-2024 годах, до изменений
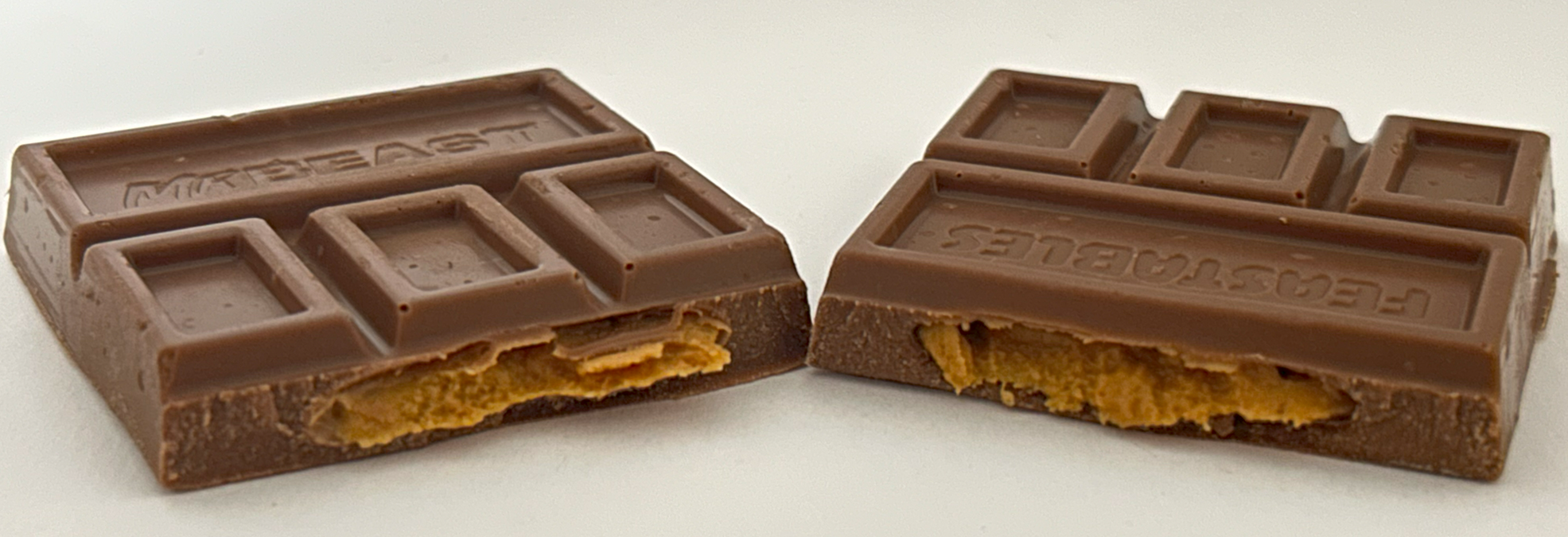
Вкус «Feastables» Peanut Butter
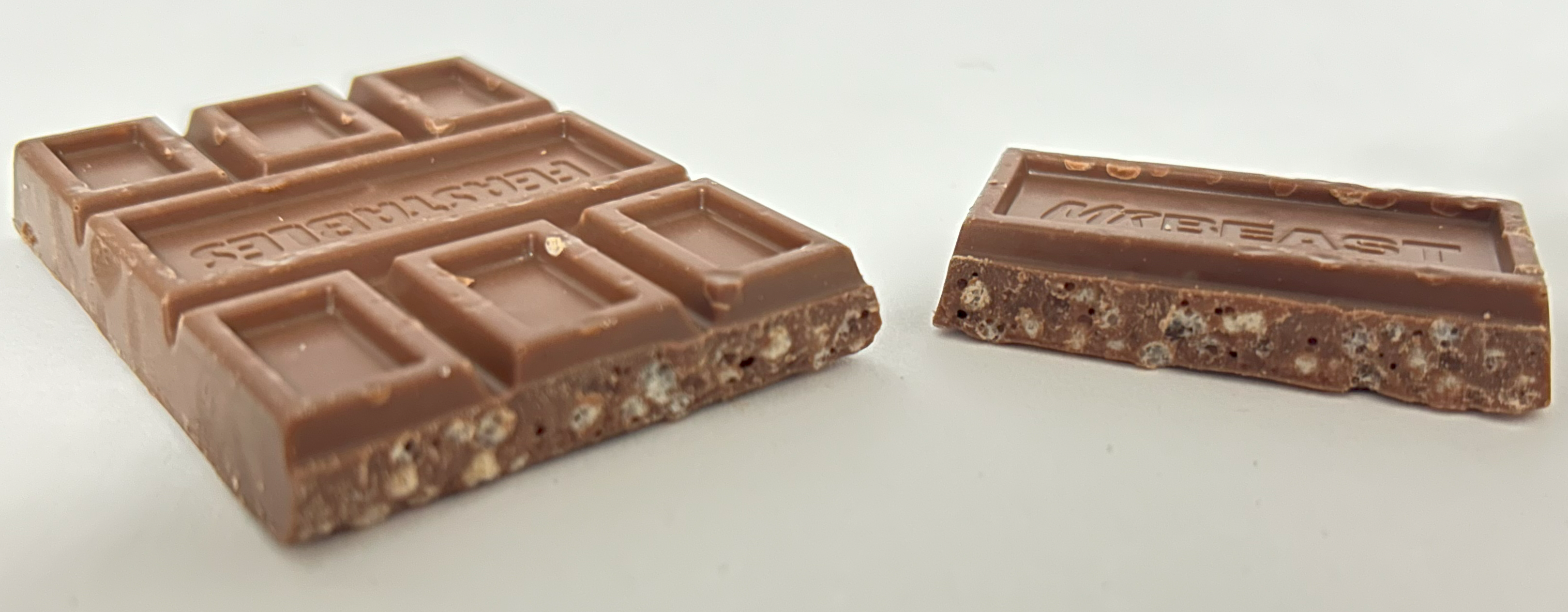
Вкус «Feastables» Milk Crunch
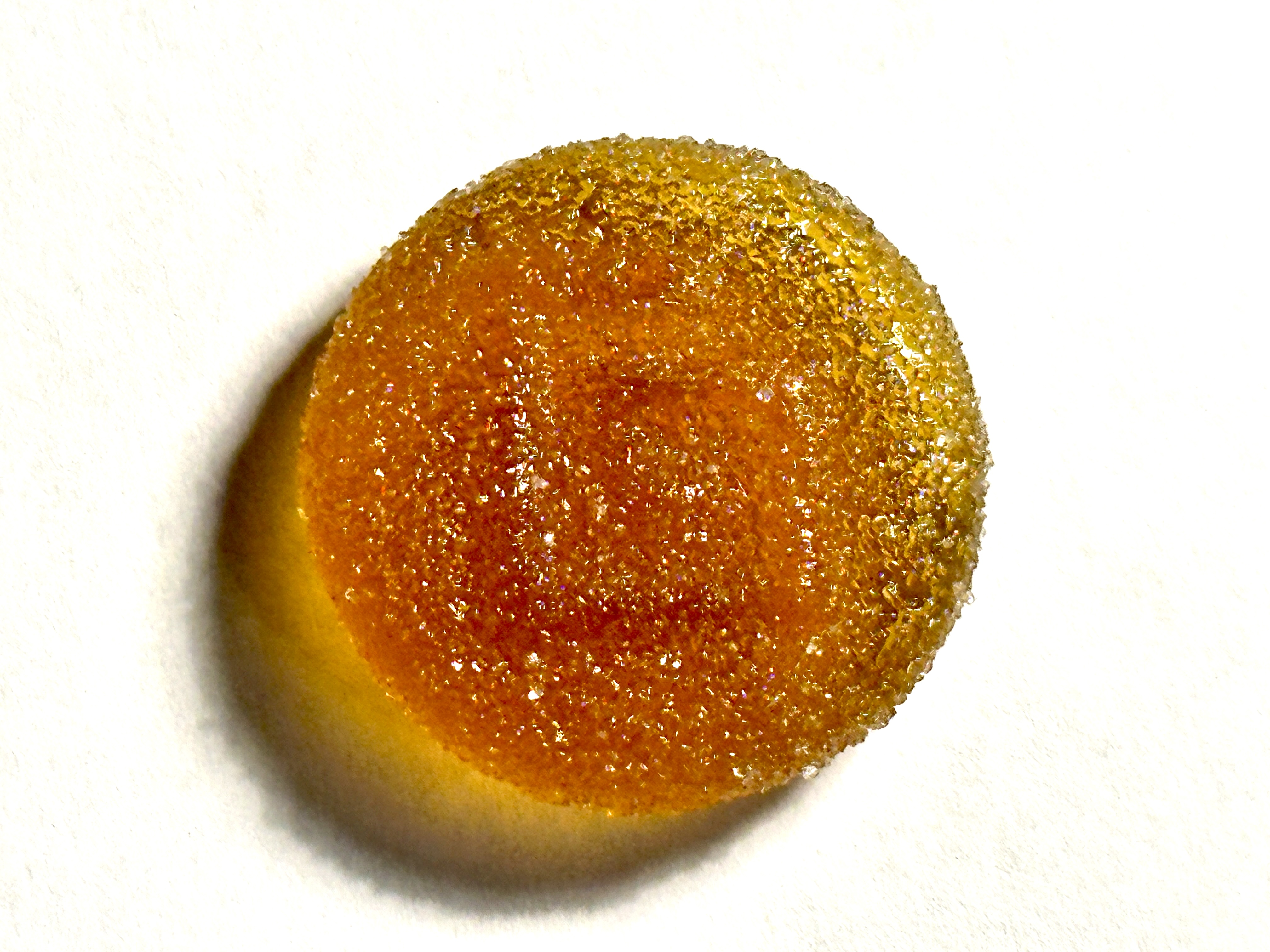
Мармелад «Karl Gummies»